# Kolem Rakouska
Kolem Rakouska (německy Österreich-Rundfahrt) je etapový závod silničních cyklistů, který se jezdí od roku 1947 každoročně v Rakousku. Mívá sedm až deset etap s tradičním cílem ve Vídni a pořádá se počátkem července. Od roku 1996 je profesionálním závodem a od roku 2005 je zařazen do UCI Europe Tour v kategorii 2.1. Vedoucí jezdec celkové klasifikace jezdí ve žlutém trikotu, nejlepšímu vrchaři je určen bílý trikot s červenými puntíky, lídrovi bodovací soutěže zelený trikot a nejlepšímu rakouskému jezdci růžový trikot. Závod se vyznačuje množstvím náročných horských etap.

## Vítězové
- 1947  Robert Renonce
- 1948  Raymond Colliot
- 1949  Richard Menapace
- 1950  Richard Menapace
- 1951  Franz Deutsch
- 1952  Franz Deutsch
- 1953  Francis Gelhausen
- 1954  Adolf Christian
- 1955  Lasse Nordvall
- 1956  Roland Ströhm
- 1957  Gunnar Göransson
- 1958  Richard Durlacher
- 1959  Stefan Mascha
- 1960  René Lotz
- 1961  Stefan Mascha
- 1962  Walter Müller
- 1963  Jan Pieterse
- 1964  Edy Schütz
- 1965  Hans Furian
- 1966  Hans Furian
- 1967  Rini Wagtmans
- 1968  Jan Krekels
- 1969  Matthijs de Koning
- 1970  Rudolf Mitteregger
- 1971  Roman Humenberger
- 1972  Wolfgang Steinmayr
- 1973  Wolfgang Steinmayr
- 1974  Rudolf Mitteregger
- 1975  Wolfgang Steinmayr
- 1976  Wolfgang Steinmayr
- 1977  Rudolf Mitteregger
- 1978  Jostein Wilmann
- 1979  Herbert Spindler
- 1980  Geir Digerud
- 1981  Gerhard Zadrobilek
- 1982  Helmut Wechselberger
- 1983  Kurt Zellhofer
- 1984  Stefan Maurer
- 1985  Olaf Jentzsch
- 1986  Helmut Wechselberger
- 1987  Dmitrij Konyšev
- 1988  Dietmar Hauer
- 1989  Valter Bonča
- 1990  Dietmar Hauer
- 1991  Roman Kreuziger
- 1992  Valter Bonča
- 1993  Georg Totschnig
- 1994  Harald Morscher
- 1995  Steffen Kjærgaard
- 1996  Frank Vandenbroucke
- 1997  Daniele Nardello
- 1998  Beat Zberg
- 1999  Maurizio Vandelli
- 2000  Georg Totschnig
- 2001  Cadel Evans
- 2002  Gerrit Glomser
- 2003  Gerrit Glomser
- 2004  Cadel Evans
- 2005  Juan Miguel Mercado
- 2006  Tom Danielson[p 1] [2]
- 2007  Stijn Devolder
- 2008  Thomas Rohregger
- 2009  Michael Albasini
- 2010  Riccardo Riccò
- 2011  Fredrik Kessiakoff
- 2012  Jakob Fuglsang
- 2013  Riccardo Zoidl
- 2014  Peter Kennaugh
- 2015  Victor de la Parte
- 2016  Jan Hirt[3]
- 2017  Stefan Denifl
- 2018  Ben Hermans
- 2019  Ben Hermans
- 2020–2022 Závod se nekonal
- 2023  Jhonatan Narváez
- 2024  Diego Ulissi
- 2025  Isaac del Toro